# Каринсалди
Каринсалди́ (каз. Қарынсалды) — село у складі Амангельдинського району Костанайської області Казахстану. Входить до складу Тастинського сільського округу.
У радянські часи село називалось Совхоз Каринсалдінський.
Населення — 143 особи (2021; 168 у 2009, 425 у 1999, 98 у 1989).